# 50-Meilen-Rennen von Croft 1970

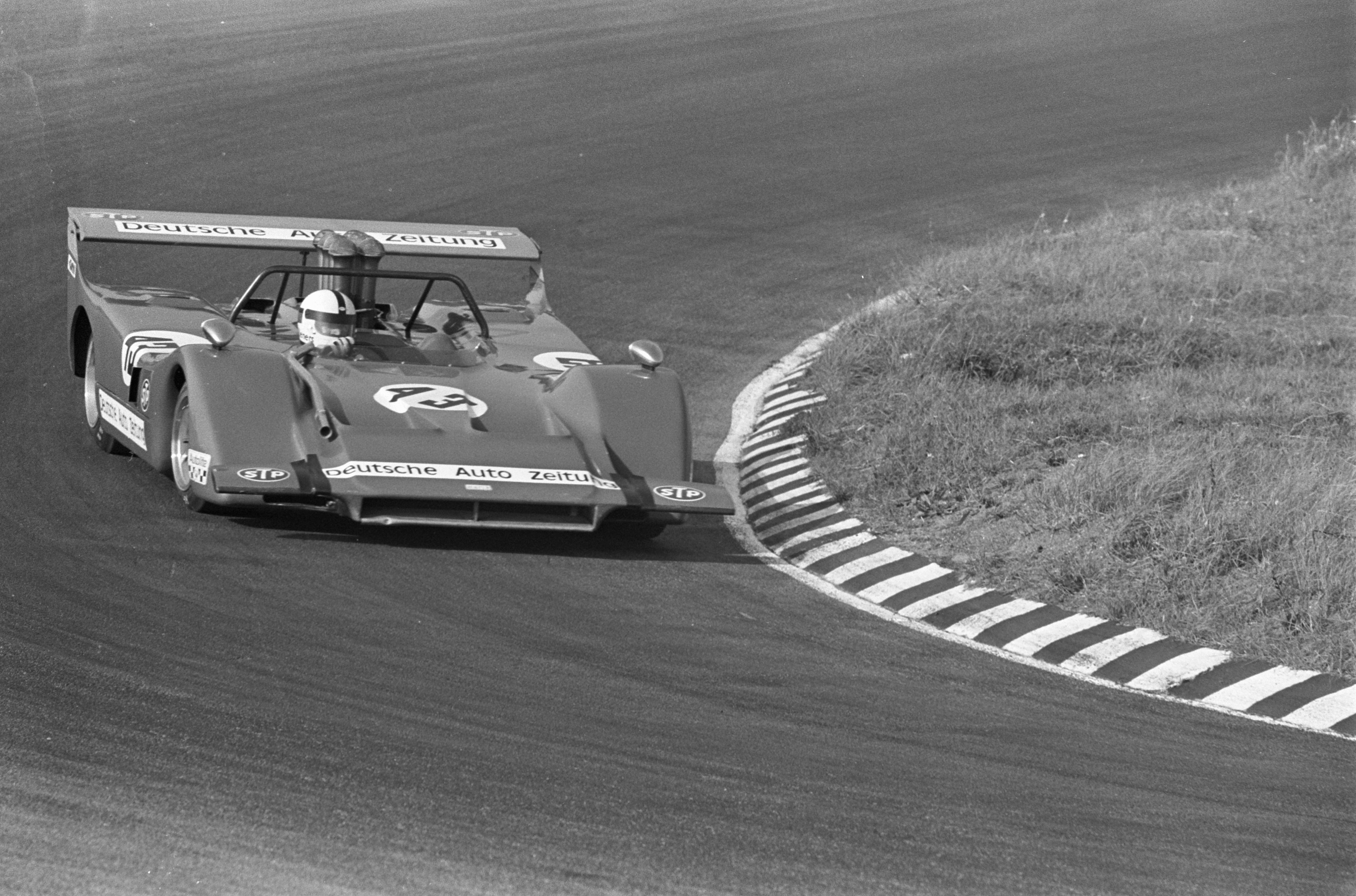
Helmut Kelleners im March 707 – hier bei der Dunes Trophy Zandvoort 1970 – siegte in Croft

Das 50-Meilen-Rennen von Croft 1970, auch WD & HO Wills (The Jock Leith Trophy Race for Group 5, 6 and 7 Sports Cars), Croft, fand am 11. Juli auf dem Croft Circuit statt und war der dritte Wertungslauf der Interserie dieses Jahres.

## Das Rennen
Innerhalb von drei Wochen fanden 1970 die ersten drei Rennen der Interserie statt. Nach dem Sieg von Jürgen Neuhaus im Porsche 917K beim Debütrennen in Nürnberg gewann Vic Elford im McLaren M6B das 200-km-Rennen von Hockenheim 1970. Auf der 3,400 Kilometer langen Rennstrecke in Dalton-on-Tees blieb Helmut Kelleners im March 707 erfolgreich.

## Ergebnisse

### Schlussklassement
| 1               | SR + 2.0 | 1  | Deutsche Auto Zeitung             | Helmut Kelleners  | March 707         | 25 |
| 2               | SR + 2.0 | 22 | Gesipa Racing Team                | Jürgen Neuhaus    | Porsche 917K      | 25 |
| 3               | P 2.0    | 24 | Lepps the Jewellers               | John Lepp         | Spectre GP6       | 25 |
| 4               | SR + 2.0 | 4  | Bill Bradley                      | David Prophet     | McLaren M12       | 25 |
| 5               | P 2.0    | 37 | Worcestershire Racing Association | John Burton       | Chevron B16       | 25 |
| 6               | SR + 2.0 | 8  | Racing Team V.D.S. Brussels       | Teddy Pilette     | Lola T70 Mk.3B GT | 25 |
| 7               | P 2.0    | 30 | Daren Cars Ltd.                   | Jeremy Richardson | Daren Mk.2B       | 24 |
| 8               | P 2.0    | 38 | Brian Robinson                    | Brian Robinson    | Chevron B16       | 24 |
| 9               | P 2.0    | 27 | Brian Martin                      | Brian Martin      | Martin BM7        | 24 |
| 10              | S 2.0    | 43 | Central Garage Mirfield Ltd.      | George Silverwood | Chevron B8        | 23 |
| 11              | S 2.0    | 44 | The Paul Watson Race Organisation | Trevor Twaites    | Chevron B8        | 23 |
| 12              | S 2.0    | 45 | Andrew Fletcher                   | Andrew Fletcher   | Chevron B8        | 23 |
| 13              | P 2.0    | 40 | Peter Smith                       | Peter Smith       | Chevron B8        | 23 |
| 14              | S 2.0    | 46 | Worcestershire Racing Association | John Bamford      | Chevron B6        | 23 |
| 15              | S 2.0    | 47 | David Farnell                     | David Farnell     | Chevron B6        | 23 |
| 16              | P 2.0    | 29 | Jenny Dell                        | Jenny Dell        | Nathan GT         | 22 |
| 17              | S 2.0    |    | Angus Clydesdale                  | Angus Clydesdale  | Chevron B8        | 22 |
| Ausgefallen     |          |    |                                   |                   |                   |    |
| 18              | SR + 2.0 | 6  | Team Evergreen                    | Chris Craft       | McLaren M8C       | 9  |
| 19              | SR + 2.0 | 3  | The Paul Watson Race Organisation | Alistair Cowin    | McLaren M6B       | 4  |
| 20              | P 2.0    | 36 | Red Rose Motors                   | John Bridges      | Chevron B16       |    |
| 21              | P 2.0    | 39 | Team Supra                        | Steve Neal        | Chevron B8        |    |
| 22              | P 2.0    | 41 | Mike Gribben                      | Mike Gribben      | Chevron B8        |    |
| Nicht gestartet |          |    |                                   |                   |                   |    |
| 23              | SR + 2.0 | 14 | Tim Stock                         | Tim Stock         | Lola T70 Mk.3 GT  | 1  |
| 24              | P 2.0    | 26 | Taydec Cars T. R. Clapham Ltd.    | Malcolm Payne     | Taydec Mk.2       | 2  |
| 25              | P 2.0    | 34 | Roger Nathan Racing Ltd.          | Roger Nathan      | Astra RNR2        | 3  |
| 26              | P 2.0    | 35 | Guy Edwards                       | Guy Edwards       | Astra RNR2        | 4  |

1 Ventilschaden im Training
2 Zündungsschaden im Training
3 Chassisbruch im Training
4 Chassisbruch im Training

### Nur in der Meldeliste
Hier finden sich Teams, Fahrer und Fahrzeuge, die ursprünglich für das Rennen gemeldet waren, aber aus den unterschiedlichsten Gründen daran nicht teilnahmen.
| Pos. | Klasse   | Nr. | Team                                     | Fahrer                     | Chassis           |
| ---- | -------- | --- | ---------------------------------------- | -------------------------- | ----------------- |
| 27   | SR + 2.0 |     |                                          | David Piper                | Porsche 917K      |
| 28   | SR + 2.0 |     |                                          | Barrie Smith               | Lola T70 Mk.3B GT |
| 29   | SR + 2.0 | 9   | David Piper                              | Richard Attwood            | Lola T70 Mk.3B GT |
| 30   | SR + 2.0 | 11  | A. & J. Motors Chadwell Heath Ltd.       | Terry Croker               | Lola T70 Mk.3B GT |
| 31   | SR + 2.0 | 18  | Richard Brostrom Sports Cars Switzerland | Reine Wisell               | Porsche 908/02    |
| 32   | SR + 2.0 | 19  | Bosch Racing Team                        | Niki Lauda                 | Porsche 908       |
| 33   | SR + 2.0 | 20  | Asahi Pentax Racing Team                 | Helmut Leuze               | Porsche 908/02    |
| 34   | SR + 2.0 | 23  | Victor Business Machines                 | Keith Grant                | Brabham BT8       |
| 35   | P 2.0    | 28  | Mark Konig                               | Mark Konig Tony Lanfranchi | Nomad Mk.2        |
| 36   | P 2.0    | 32  | Peter Crossley                           | Peter Crossley             | Crossley Spyder   |

### Klassensieger
| Klasse   | Fahrer            | Fahrzeug    | Platzierung im Gesamtklassement |
| -------- | ----------------- | ----------- | ------------------------------- |
| SR + 2.0 | Helmut Kelleners  | March 707   | Gesamtsieg                      |
| P 2.0    | John Lepp         | Spectre GP6 | Rang 3                          |
| S 2.0    | George Silverwood | Chevron B8  | Rang 10                         |

### Renndaten
- Gemeldet: 36
- Gestartet: 22
- Gewertet: 17
- Rennklassen: 3
- Zuschauer: unbekannt
- Wetter am Renntag: unbekannt
- Streckenlänge: 3,400 km
- Fahrzeit des Siegerteams: 0:28:25,000 Stunden
- Gesamtrunden des Siegerteams: 25
- Gesamtdistanz des Siegerteams: 85,000 km
- Siegerschnitt: 148,671 km/h
- Pole Position: Chris Craft – McLaren M8C (#6) – 1:04,000
- Schnellste Rennrunde: Chris Craft – McLaren M8C (#6) – 1:04,800 = 157,265 km/h
- Rennserie: 3. Lauf zur Interserie 1970